# Didalco Bolívar
Didalco Antonio Bolívar Graterol (Coro, Estado Falcón, Venezuela, 8 de mayo de 1955) es un político venezolano. Fue gobernador del estado Aragua entre 1995 y 2008. Es diputado a la Asamblea Nacional de Venezuela y ex segundo vicepresidente para el período 2021-2022.

## Inicios de su actividad política
Nació el 8 de mayo de 1955 en la ciudad de Coro (estado Falcón), trasladándose a vivir a la ciudad de Maracay a principios de la década de 1980. En esta ciudad cursó estudios en el Instituto Universitario Pedagógico Experimental de Maracay (actual Universidad Pedagógica Experimental Libertador) en la especialidad de Ciencias Sociales.
Inició su actividad política en el partido Movimiento Al Socialismo (MAS), siendo elegido concejal del Municipio Santiago Mariño y Diputado a la Asamblea Legislativa de Aragua (hoy Consejo Legislativo), la cual llegó a presidir. En 1992 fue designado secretario de Gobierno de Aragua, posteriormente resultó elegido senador de la República y presidió la Comisión de Salud de la Cámara del Senado, además de integrar la Comisión de Finanzas.

## Gobernador del estado Aragua
En las elecciones de diciembre de 1995 con el apoyo de su partido MAS y el partido COPEI resultó elegido como Gobernador del estado Aragua, cargo que asumió el 23 de enero de 1996 sucediendo a su correligionario Carlos Tablante, lo que consolidó Aragua como el feudo del partido MAS. En noviembre de 1998 fue reelegido con el apoyo además del MAS y COPEI de las nuevas fuerzas aliadas en torno al militar Hugo Chávez como el Movimiento V República, Patria Para Todos (una nueva escinción del partido de izquierda La Causa R), entre otras organizaciones, acumulando el 84,54% de los sufragios, siendo la más alta votación registrada por aspirante alguno en los últimos años en Venezuela, mantuvo una estrecha relación con el gobernador del estado vecino de Miranda el democristiano Enrique Mendoza. En las elecciones de 2000 bajo la nueva Constitución promulgada el año anterior y con el apoyo del presidente Chávez se volvió a presentar para la gobernación ganando nuevamente.
A principios del año 2002 fue uno de los disidente del MAS y creador junto a su compañero Ismael García (activo también en la política aragueña) de una nueva organización disidente denominada en un primer momento MAS-chavista después refundado como partido Por la Democracia Social (Podemos), durante el Golpe de Estado del 11 de abril de aquel año cuando Chávez fue derrocado por dos días, Bolívar guardó silencio y no fue destituido del cargo, como si le sucedió a otros gobernadores chavistas (como el de Táchira Ronald Blanco La Cruz) por parte del presidente de facto Pedro Carmona Estanga. El 13 de abril, Chávez volvió alcanzar la presidencia por medio de contragolpe de sus partidarios en donde no se encontraba Bolívar; a pesar de esto el restituido presidente Chávez, junto con su partido el MVR, lo apoyó nuevamente a la reelección de su cargo de gobernador en los comicios de 2004, el cual consiguió. En 2007 rompió con el gobierno de Chávez pasándose a las filas de la oposición. 
En cuanto a las críticas de su gobierno, Bolívar ha sido objetivo de numerosas acusaciones por parte de distintos entes regionales y nacionales. El 25 de mayo de 1997, el Consejo Superior de Jueces y la Asociación de Jueces del Estado Aragua, solicitaron que se iniciara una averiguación por lo que denominaron "intromisiones, desacatos y demás conductas divorciadas dentro del marco constitucional y legal, que se han producido contra el Poder Judicial" del estado Aragua. Estas instituciones alegaron violaciones del estado de derecho por parte de Bolívar al desacatar decisiones judiciales de los tribunales regionales y negar colaboración al Poder Judicial cuando las decisiones no estaban en línea con la agenda de la gobernación.
El 22 de septiembre de 1995, el periodista José Rafael Ramírez Córdova denunció en el diario "El Periódico" de Maracay, que funcionarios de la Dirección de Inteligencia Militar le habían entregado una copia de un informe en el que se acusaba a Bolívar de aceptar dinero del narcotráfico en su campaña política. Posteriormente, Bolívar acusó a Ramírez Córdova de difamación e injuria agravada en los tribunales penales de Maracay y lo demandó por 100 millones de bolívares en los tribunales de Caracas. El 14 de mayo de 1996, se le dictó auto de detención a Ramírez Córdova, quien sostuvo que Bolívar utilizó sus influencias para conseguir la sentencia en su contra, cuya acusación prescribió el 17 de octubre de 2000.
El 23 de marzo de 1999, Didalco Bolívar también fue objeto de una solicitud de antejuicio de mérito por la presunta comisión del delito de difamación agravada contra Ana López Gil De Rosales y su esposo Luis Rosales Medrano. La acusación fue hecha después que Bolívar acusó a Gil, juez temporal del Tribunal Segundo de Primera Instancia en lo Civil y Mercantil de Aragua, de rematar 700 vehículos para vendérselos a Rosales Medrano. La juez alegó que ella había entregado el tribunal antes que el remate se llevara a cabo. El antejuicio fue admitido por la Corte Suprema de Justicia el 20 de mayo de 1999 y remitido al fiscal general de la República el 13 de junio de 2001.
Bolívar, quien era el gobernador con más tiempo ejerciendo el cargo no sólo en Aragua sino en toda Venezuela, terminó su periodo en noviembre de 2008. No pudiendo optar a la reelección, el candidato por la coalición opositora fue Henry Rosales (también de Podemos) en los comicios regionales de aquel mes, en los cuales resultó ganador el miembro del Partido Socialista Unido de Venezuela (PSUV, el nuevo partido oficialista que convergían diversas fuerzas de izquierda incluido el disuelto, MVR) Rafael Isea.

## Trayectoria política posterior
En agosto de 2009, se trasladó Lima, Perú, donde solicitó asilo político al gobierno de Alan García, declarándose perseguido político del gobierno de Hugo Chávez. No obstante, el 22 de agosto de 2009, el Gobierno del Estado Aragua, a través del Juzgado 2° de Control de dicha entidad, solicitó a la Interpol una orden de captura contra Bolívar, argumentando el descubrimiento de irregularidades durante su gestión. Por su parte, tanto su hija Manuela como a su organización política Podemos -a través de su secretario general Ismael García- han expresado públicamente la solicitud de que a Bolívar se le abra un proceso con imparcialidad, equilibrio y respeto a los derechos humanos, pues estiman que en su caso se ha cometido una "criminalización y difamación con un propósito político y perverso".
El 22 de agosto de 2011 el exgobernador anuncia que volvería a Venezuela para ponerse a la orden de la justicia. El 31 de agosto de 2011; regresa a Venezuela en horas del mediodía, en un vuelo comercial de la aerolínea COPA, proveniente de Panamá, y es detenido en el Aeropuerto Internacional de Maiquetía Simón Bolívar, una vez que ofrece algunas declaraciones a los periodistas que se encontraban a la espera de su llegada.

## Diputado a la Asamblea Nacional
En las elecciones parlamentarias de Venezuela de 2015 resulta elegido como diputado suplente. Posteriormente deja el curul tras ser designado presidente del Instituto de Desarrollo de la Pequeña y Mediana Industria (Inapymi).
| Predecesor: Carlos Tablante | Gobernador de Aragua 1995–2008 | Sucesor: Rafael Isea |